# Белица (општина)
Белица је насељено место и седиште истоимене општине у Међимурју, Хрватска. До територијалне реорганизације у Хрватској, подручје Белице припадало је старој општини Чаковец. Данас је Белица општина у саставу Међимурске жупаније.

## Становништво
На попису становништва 2011. године, општина Белица је имала 3.176 становника, од чега у самој Белици 2.278.

## Попис1991.
На попису становништва 1991. године, насељено место Белица је имало 2.498 становника, следећег националног састава:
| Попис 1991.‍   | Попис 1991.‍  | Попис 1991.‍ | Попис 1991.‍ | Попис 1991.‍ |
| ------------- | ------------ | ----------- | ----------- | ----------- |
|               |              |             |             |             |
| Хрвати        | Хрвати       |             | 2.394       | 95,83%      |
| Муслимани     | Муслимани    |             | 6           | 0,24%       |
| Југословени   | Југословени  |             | 4           | 0,16%       |
| Словенци      | Словенци     |             | 4           | 0,16%       |
| Албанци       | Албанци      |             | 3           | 0,12%       |
| Мађари        | Мађари       |             | 2           | 0,08%       |
| Срби          | Срби         |             | 2           | 0,08%       |
| Словаци       | Словаци      |             | 1           | 0,04%       |
| неопредељени  | неопредељени |             | 21          | 0,84%       |
| регион. опр.  | регион. опр. |             | 3           | 0,12%       |
| непознато     | непознато    |             | 58          | 2,32%       |
| укупно: 2.498 |              |             |             |             |